# امامزاده سید علی اکبر صدخرو
امامزاده سید علی اکبر صدخرو مربوط به دوره صفوی است و در شهرستان داورزن، روستای صدخرو واقع شده و این اثر در تاریخ ۱۶ اسفند ۱۳۸۴ با شمارهٔ ثبت ۱۴۳۲۲ به‌عنوان یکی از آثار ملی ایران به ثبت رسیده‌است.